# Forstmehren
Forstmehren là một đô thị thuộc huyện Altenkirchen, bang Rheinland-Pfalz, phía tây nước Đức. Đô thị Forstmehren có diện tích 1,61 km², dân số thời điểm ngày 31 tháng 12 năm 2006 là 150 người.